# Las Provincias de Levante
Las Provincias de Levante fue un periódico de la Región de Murcia. Se publicó a finales del siglo XIX. Su ideología era liberal.
Gabriel Baleriola lo fundó en 1885 con una finalidad de crear una conciencia acerca de la existencia de un amplio Levante español. Hasta ese momento, Baleriola dirigía el semanario El profeta, y a este periódico también se unió La región de Levante. Entre otros temas dedicaba unos apartados al estudio de la huerta de Murcia.
En 1896 se puede considerar la primera empresa periodística de Murcia ya que editaba tres ediciones diarias para Alicante, Almería y Murcia. En 1899 hace una renovación de su maquinaria y aumenta su tirada.
Como otros periódicos de la época no pudo superar los cambios de 1898 y desapareció en 1902. Sus instalaciones las compró el diario El Liberal de Madrid, para establecerse en Murcia.